# Sonata cho dương cầm số 23 (Beethoven)

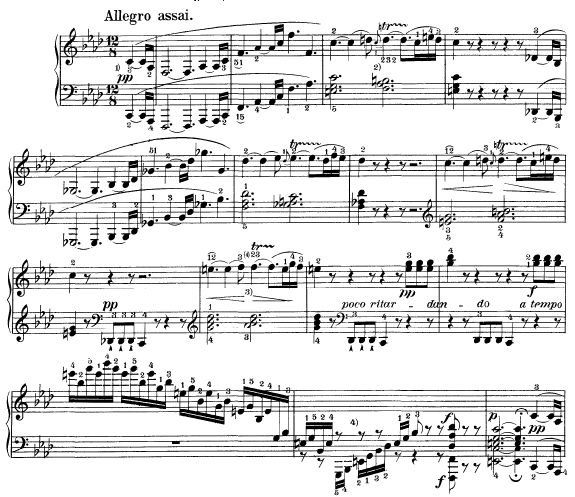
Mở đầu của phần đầu tiên

Sonata cho Dương cầm số 23 giọng Fa thứ, Op. 57 (hay còn được gọi là Appassionta, nghĩa là say đắm trong tiếng Ý) của nhà soạn nhạc người Đức Ludwig van Beethoven là một trong ba bản sonata cho piano nổi tiếng trong thời giữa của ông (hai bản còn lại là Waldstein, Op. 53 và Les Adieux, Op. 81a) Tác phẩm được Beethoven viết trong 2 năm 1804 và 1805, và có lẽ là năm 1806, và được dành tặng cho Bá tước Franz von Brunswick. Ấn bản đầu tiên được xuất bản vào tháng 2 năm 1807 tại Viên.
Không giống như bản Sonata cho Dương cầm số 8, Appassionata không được đặt tên trong suốt cuộc đời của nhà soạn nhạc, nhưng đã được nhà xuất bản dán nhãn vào năm 1838 là bản sắp xếp tác phẩm bằng bốn tay. Thay vào đó, bản thảo sonata có chữ ký của Beethoven có chữ "La Passionata" được viết trên bìa, do chính tay Beethoven viết.
Một buổi biểu diễn của tác phẩm mất trung bình 25 đến 27 phút.

## Cấu trúc
Bản sonata, trong cung Fa thứ, có ba chương:
1. Allegro assai
2. Andante con moto
3. Allegro ma non troppo – Presto

### Allegro assai
Được viết dưới dạng sonata-allegro trong nhịp 12
8, chương đầu tiên nhanh chóng đi qua qua những thay đổi bất ngờ trong giai điệu và cường độ, đồng thời được đặc trưng bởi việc sử dụng các chủ đề một cách có hiệu quả.
Chủ đề chính, ở quãng tám, mang đến sự yên tĩnh và huyền bí. Nó bao gồm một hợp âm rải lên xuống theo nhịp điệu rải rác, nhịp theo âm chủ đạo được tăng cường, ngay lập tức lặp lại một nửa cung cao hơn (trong Sol giáng). Việc sử dụng hợp âm Neapolitan (tức là hợp âm siêu âm dẹt) là một yếu tố cấu trúc quan trọng trong tác phẩm, đồng thời là nền tảng của chủ đề chính của phần cuối.
Giống như trong bản sonata Waldstein của Beethoven, phần kết (coda) dài bất thường, chứa hợp âm rải gần như ngẫu hứng trải dài hầu hết phạm vi của đàn piano đầu thế kỷ 19. Việc lựa chọn cung Fa thứ trở nên rất rõ ràng khi người ta nhận ra rằng chương này thường xuyên sử dụng âm trầm, tối của nốt Fa thấp nhất trên đàn piano, vốn là nốt thấp nhất mà Beethoven có được vào thời điểm đó.
Tổng thời gian biểu diễn của chương này là khoảng 8,5 đến 12 phút.

### Andante con moto
Một tập hợp các biến thể trong cung Rê giáng trưởng, theo một chủ đề đáng chú ý nhờ sự đơn giản về giai điệu kết hợp với việc sử dụng giọng dày bất thường và giai điệu đối đáp đặc biệt ở âm trầm. Mười sáu ô nhịp của nó (lặp đi lặp lại) không bao gồm gì ngoài các hợp âm thông thường, được sắp xếp thành một chuỗi các cụm từ bốn và hai ô nhịp, tất cả đều kết thúc bằng âm chủ (xem hình ảnh)
Biến thể thứ tư kết thúc bằng một nhịp điệu đánh lừa chứa hợp âm chủ đạo chuyển thành hợp âm bảy giảm nhẹ nhàng, tiếp theo là hợp âm bảy giảm to hơn, đóng vai trò chuyển tiếp (không ngừng) sang phần cuối.
Tổng thời gian biểu diễn chương này khoảng 6 đến 8 phút.

### Allegro ma non troppo – Presto
Được viết theo dạng sonata-allegro, một điểm bất thường là việc lặp lại chủ đề thứ hai thay vì chủ đề thứ nhất của chương. Nó có nhiều điểm chung với chương đầu tiên, bao gồm việc sử dụng hợp âm Neopolitan và một vài đoạn cadenza. Chương này đạt đến đỉnh điểm với phần coda nhanh chóng, kèm theo một chủ đề mới với âm điệu cung Fa thứ được kéo dài. Theo nhà phân tích âm nhạc Donald Tovey, đây là một trong số ít những bản nhạc của Beethoven dưới hình thức Sonata có chứa một đoạn kết bi tráng (các bài còn lại bao gồm Tam tấu Piano cung Đô thứ, Sonata cho Dương cầm số 14 ("Ánh trăng"), và Sonata cho Violin số 7).
Tổng thời gian biểu diễn chương này là khoảng 7 đến 8 phút hoặc 5,5 đến 6 phút nếu không lặp lại phần thứ hai.